# 기동전사 건담 수성의 마녀
《기동전사 건담 수성의 마녀》(일본어: 機動戦士ガンダム 水星の魔女 기도센시 간다무 스이세이노 마조[*], 영어: Mobile Suit Gundam: The Witch from Mercury)는 선라이즈에서 제작한 일본의 로봇 애니메이션으로, 건담 시리즈의 15번째 본편이다. 코바야시 히로시가 감독을 맡았고 안도 료가 부감독을 맡았으며 오코우치 이치로가 시리즈 구성을 맡았다. 재팬 뉴스 네트워크 방송국 TBS와 MBS 등에서 시즌1이 2022년 10월 2일부터 2023년 1월 8일까지, 시즌2가 2023년 4월 9일부터 7월 2일까지 방영되었다.
《수성의 마녀》는 《기동전사 건담 철혈의 오펀스》 이후 7년 만에 제작된 본편 텔레비전 애니메이션 시리즈로, 건담 TV 역사상 주인공이 여자인 첫 작품이다 (전체 건담 매체들 중에선 《에콜 듀 시엘》, 《시드 C.E. 73 스타게이저》 및 《트와일라잇 액시스》 다음으로 네 번째이다).
건담 시리즈의 TV 애니메이션으로는 레이와 시대의 첫 작품이다.

## 줄거리
'바나디스 사변'이라고 이름 붙여진 폴크방의 습격으로부터 21년의 세월이 흘러, 건담의 개발자가 '마녀'라고 불리게 된 A.S.122. 수성에서 자란 소녀 슬레타 머큐리는 어머니 프로스페라 머큐리의 권유로 베네리트 그룹이 운영하는 교육 기관 아스티카시아 고등 전문 학원에 편입해 온다. 슬레타 도착 직전, 우주 공간을 표류하고 있던 델링의 외동딸 미오리네 렘블랑 의도치 않게 구조하지만, 델링에게서 벗어나 지구로 향할 예정이었던 미오리네를 방해하는 결과가 되어, 책임을 지기 위해 미오리네에게 억지로 강요되어 구엘 제타크와 MS에 의한 결투를 수락하고, 애기(愛機)인 건담 에어리얼에서 압승한다. 건담을 사용한 혐의로 MS평의회에 구속되어 일찌감치 퇴학 위기에 빠진 슬레타였지만, 미오리네의 직접 담판에 의해 재결투가 결정되어, 자신의 위신을 걸고 싸움을 도전하는 구엘을 격전 끝에 쓰러트린다.
이렇게 구엘로부터 학원의 최강 파일럿의 증거인 '홀더'의 칭호와 미오리네의 신랑 후보라는 입장을 손에 넣은 슬레타는 익숙하지 않은 학원 생활에 당황하면서도, 아시안의 니카 나나우라와 추아츄리 판런치, 학원의 실력자인 엘란 케레스와 교우를 쌓는다. 그러나 건담의 조종사로 개조된 엘란이라는 강화인간 4호는, 슬레타가 자신과 같지 않다는 것을 알게 되면서 태도를 일변시켜, 구엘을 쓰러트린 후 슬레타에게 결투를 신청한다. 니카와 다른 사람들의 협력도 받아 엘란이 모는 건담 파렉트를 물리친 슬레타였지만, 이때 발생한 GUND 포맷의 상호 간섭이 원인으로, 에어리얼이 건담인 것이 확정적이 된다. 슬레타는 4호의 오리지널인 엘란의 책략으로 베네리트 그룹의 인큐베이션 파티에서 규탄되지만, 미오리네의 재치로 건담의 안전 이용을 목적으로 한 주식회사 건담을 세우는 것을 성공한 것으로 위기를 회피한다.

## 등장인물

### 주역
슬레타 머큐리(スレッタ・マーキュリー, Suletta Mercury)
성우 - 이치노세 카나/장예나
본 작품의 주인공. 슬레타는 17세 여성 스페시언으로 수성에서 아스티카시아 고등 전문 학원로 편입한 파일럿과 2학년 학생이다. 수성에서 어릴 때부터 모빌슈트 파일럿 훈련을 받았고 나중에 어머니가 학원에 보냈다. 어머니 이외의 사람들과 의사 소통에 어려움을 겪는 소심한 소녀다. 스페시언 임에도 불구하고 지구 기숙사에 소속된다.
슬레타는 신세 개발 공사가 수성에서 개발한 건담 모빌슈트인 XVX-016 건담 에어리얼을 조종한다. 주요 기능은 공격과 방어 모두에 :사용할 수 있는 원격 제어 드론인 '비트 스테이브'다. 나중에 XVX-016RN 건담 에어리얼 (개수형)로 개수된다.
미오리네 렘블랑(ミオリネ・レンブラン, Miorine Rembran)
성우 - Lynn/방연지
매력적이고 학문적으로 뛰어난 경영전략과 2학년 여학생. 미오리네는 베네리트 그룹의 회장이자 학교 이사장인 델링 렘블랑의 외동딸이다. 고인이 된 어머니는 식물학자였고, 미오리네는 학교 운동장의 작은 온실을 기억에 간직했다. 가족이라는 지위를 넘어 자신을 간섭하는 아버지에 대한 반항심이 강하다.

### 아스티카시아 고등 전문 학원
구엘 제타크(グエル・ジェターク, Guel Jeturk)
성우 - 아자카미 요헤이/한신
그룹의 3대 기업 중 하나인 제타크 헤비 머시너리의 상속자이자 파일럿과의 3학년 학생이다. 구엘은 성격이 거칠고 쉽게 화를 낸다. 제타크 기숙사의 에이스 조종사로서 그는 학교에서 최고의 파일럿으로서의 지위를 나타내는 "홀더"등급을 포함하여 자신의 기술에 절대적인 자신감을 가지고 있으며 미오리네의 약혼자이기도 하다. 슬레타에 대해 더 많이 알게 된 구엘은 슬레타에게 결혼을 요청할 정도로 반했다. 거듭된 패배로 인해 제타크 기숙사에서 쫓겨나 지금은 그룹과 떨어져 살고 있다.
구엘은 MD-0032G 딜란자 구엘 전용기를 조종한다. 제타크 헤비 머시너리에서 개발하고 주로 근접 전투에 사용되는 크게 개조된 딜란자다. 나중에 더 강력한 MD-0064 다릴 바르데로 바꾸고 근접 전투에도 중점을 둔다.
엘란 케레스(エラン・ケレス, Elan Ceres)
성우 - 하나에 나츠키/심규혁
그룹의 3대 기업 중 하나인 페일 테크놀로지스의 지원을 받는 탑 파일럿이자 파일럿과 3학년 학생이다. 사실 엘란의 학교 출석과 결투 참여는 건드 포맷 기술의 스트레스를 처리하기 위해 만들어진 미등록 신체인 강화인간에 의해 비밀리에 수행된다. 코드네임 '4호'는 학교에서 누구에게도 마음을 열지 않는 과묵하고 고독한 사람이다. 그는 건드 포맷 기술과의 관계로 인해 슬레타에게 관심이 있다. 슬레타에게 패배한 후, 그는 에어리얼과 그 비밀을 장악하려는 페일 테크놀로지스의 계획의 일환으로 슬레타를 유혹한 다음 강화인간 바디 더블을 준비하기 위해 페일 테크놀로지스에 의해 처분되었다.
모빌슈트 파일럿으로서 페일 테크놀로지스에서 건드 포맷 기술을 사용하여 개발한 장거리 저격 유닛인 FP/A-77 건담 파렉트를 조종한다.
샤디크 제네리(シャディク・ゼネリ, Shaddiq Zenelli)
성우 - 후루카와 마코토/황창영
그룹의 3대 기업 중 하나인 그래슬리 디펜스 시스템즈의 CEO의 입양아. 그래슬리 기숙사를 이끄는 파일럿과 3학년 학생이다. 아직 학생이지만 샤디크는 비즈니스에서 실적을 보여주었고 차세대 간부 후보다.
건담 모빌슈트를 무력화시키기 위해 논 키네틱 포드가 장착된 베귀르베우의 후속 모델로 그래슬리 디펜스 시스템즈에서 개발한 모빌슈트인 CFK-029 미카엘리스를 조종한다.
니카 나나우라(ニカ・ナナウラ, Nika Nanaura)
성우 - 미야모토 유메→시라이시 하루카/김보나
지구에서 태어난 메카닉과 어시언 2학년 학생. 슬레타를 지구 기숙사에서 받아들이고 다른 구성원이 슬레타를 받아들이도록 설득하지만 알려지지 않은 세력의 명령에 따라 샤디크과 함께 그림자 속에서 일한다.
추아츄리 판런치(チュアチュリー・パンランチ, Chuatury Panlunch)(추추)
성우 - 토미타 미유/박시윤
지구 기숙사에 소속된 파일럿과 1학년 학생. 무뚝뚝한 성격을 가지고 있으며 지구인을 차별하는 스페시언에게 적대적으로 반응하며 때로는 몸싸움을 벌이기도 한다.
MSJ-105CC 데미 트레이너 (추추 전용기)을 메인 모빌 슈트로 조종하며 원거리 전투용 저격총을 장비하고 있다.
마틴 업몬트(マルタン・アップモント, Martin Upmont)
성우 - 에노키 준야/황창영
경영전략과 3학년 학생으로 지구 기숙사의 기숙사장을 맡고 있다.
누노 칼건(ヌーノ・カルガン, Nuno Kargan)
성우 - 하타나카 타스쿠/김정훈
지구 기숙사에 소속된 메카닉과 2학년 학생.
오제로 가벨(オジェロ・ギャベル, Ojelo Gabel)
성우 - KENN/심규혁
지구 기숙사에 소속된 메카닉과 2학년 학생.
틸 네이스(ティル・ネイス, Till Nys)
성우 - 아마사키 코헤이/한신
지구 기숙사에 소속된 메카닉과 3학년 학생.
릴리크 카도카 리파티(リリッケ・カドカ・リパティ, Lilique Kadoka Lipati)
성우 - 이나가키 코노미/방시우
지구 기숙사에 소속된 경영전략과 1학년 학생. 남학생들에게 인기가 있다.
아리야 마흐바시(アリヤ・マフヴァーシュ, Aliya Mahvash)
성우 - 시마부쿠로 미유리/장미
지구 기숙사에 소속된 메카닉과 3학년 학생.

### 베네리트 그룹
델링 렘블랑(デリング・レンブラン, Delling Rembran)
성우 - 우치다 나오야/홍진욱
자신의 영향력을 사용하여 "건드 포맷" 기술이 개발되고 있는 폴크방 연구소에 대한 습격을 계획하고 명령하여 연구가 완료되기 전에 연구를 중단하고 옥스 어스 코퍼레이션을 함께 중단하도록 명령한 전직 군인이다. 수년 후 델링은 베네리트 그룹의 회장이 되었다. 또한 델링은 자신의 영향력을 강화하고 차세대 엘리트를 양성하기 위해 아스티카시아 고등 전문 학원을 설립했다. 강한 자만이 살아남을 자격이 있다는 델링의 다윈주의 철학은 그의 사업, 학교, 심지어 자신의 딸까지 확장되어 가장 강력한 모빌슈트 조종사만이 그녀와 결혼할 가치가 있다고 선언한다.

#### 제타크 헤비 머시너리
빔 제타크(ヴィム・ジェターク, Vim Jeturk)
성우 - 카나오 테츠오/안효민
제타크 헤비 머시너리의 CEO이자 구엘의 아버지. 델링을 자신의 개인적인 의제, 특히 자신의 철학에 대한 가시로 보는 야심찬 사람이다.

#### 그래슬리 디펜스 시스템즈
새리우스 제네리(サリウス・ゼネリ, Sarius Zenelli)
성우 - 오노 아츠시/한신
그래슬리 디펜스 시스템즈의 CEO이자 샤디크의 양아버지.

#### 페일 테크놀로지스
뉴겐(ニューゲン, Nugen)
성우 - 카츠키 마사코
페일 테크놀로지스의 4명의 공동 CEO 중 한 명이다.
칼(カル, Kal)
성우 - 코미야 카즈에
페일 테크놀로지스의 4명의 공동 CEO 중 한 명이다.
네볼라(ネボラ, Nevola)
성우 - 소우미 요코
페일 테크놀로지스의 4명의 공동 CEO 중 한 명이다.
골네리(ゴルネリ, Golneri)
성우 - 사이토 키미코
페일 테크놀로지스의 4명의 공동 CEO 중 한 명이다.
벨메리아 윈스턴(ベルメリア・ウィンストン , Belmeria Winston)
성우 - 츠네마츠 아유미/방시우
페일 테크놀로지스의 직원이자 바나디스 기관의 전 회원.

#### 기타
케난지 에이버리(ケナンジ・アベリー, Kenanji Avery)
성우 - 우에다 요지/신경선
그룹 도미니쿠스 특수부대 소속 파일럿. 폴크방 연구실을 습격한 병사들 중 하나였다.

### 바나디스 기관 및 옥스 어스
엘노라 사마야(エルノラ・サマヤ, Elnora Samaya)
성우 - 노토 마미코/박신희
나딤 사마야(ナディム・サマヤ, Nadim Samaya)
성우 - 츠치다 히로시/박영재 
카르도 나보(カルド・ナボ, Cardo Nabo)
성우 - 이치조 미유키/차명화
나일라 베르트랑(ナイラ・バートラン, Nyla Bertran)
성우 - 코지마 사치코/김도영
웬디 올렌트(ウェンディ・オレント, Wendy Olent)
성우 - 타이치 요우/신온유

## 한국어 더빙
목소리 출연
- 장예나 - 슬레타
- 박신희 - 프로스페라
- 방연지 - 미오리네
- 한신 - 구엘
- 황창영 - 샤디크
- 심규혁  - 엘란
- 홍진욱 - 멜링
- 안효민 - 빔
- 김정훈 - 라잔, 라우더, 누노
- 장미 - 페르시, 아리야
- 김보나 - 니카, 페트라, 칼
- 박시윤 - 추추
- 천지선 - 펑쥔

우리말 제작
- 번역 - 양준모
- 녹음 - 플레이그라운드
- 믹싱 - 황선정
- 타이틀 - 황정언
- 조연출 - 김소영
- 연출 - 황태훈
- 제작 - 플레이그라운드

## 제작
| 기획·제작(制作)      | 선라이즈                                                                              |
| 원작                 | 야타테 하지메, 토미노 요시유키                                                        |
| 감독                 | 코바야시 히로시                                                                       |
| 부감독               | 안도 료                                                                               |
| 시리즈 구성          | 오코우치 이치로                                                                       |
| 캐릭터 디자인 원안   | 모구모                                                                                |
| 캐릭터 디자인        | 타가시라 마리에, 토이다 쥬리 타카야 히로토시                                          |
| 메카닉 디자인        | JNTHED, 에비카와 카네타케 이나타 와타루, 교부 잇페이 테라오카 켄지, 야나세 타카유키   |
| 치프 메카 애니메이터 | 쿠스메기 신야, 스즈키 칸타 마에다 세이메이                                            |
| 설정 고증            | 시라토 세이이치                                                                       |
| SF 고증              | 타카시마 유야                                                                         |
| 메카니컬 코디네이터  | 세키니시 료지                                                                         |
| 설정 협력            | HISADAKE                                                                              |
| 프롭 디자인          | 그림을 그리는 PETER, 에스티오                                                         |
| 컨셉 아트            | 린 준분                                                                               |
| 테크니컬 디렉터      | 미야하라 요헤이                                                                       |
| 미술 디자인          | 오카다 토모아키, 모리오카 켄이치 카네히라 카즈시게, 타마모리 준이치로 우에츠 야스요시 |
| 미술 감독            | 사토 아유무                                                                           |
| 색채 설계            | 키쿠치 카즈코                                                                         |
| 3DCG 디렉터          | 미야카제 신이치                                                                       |
| 모니터 그래픽스      | 세키 카오리                                                                           |
| 촬영 감독            | 코데라 쇼타                                                                           |
| 편집                 | 시게무라 켄고                                                                         |
| 음향 감독            | 아케타가와 진                                                                         |
| 음악                 | 오오마마 타카시                                                                       |
| 음악 프로듀서        | 마츠다 슌스케                                                                         |
| 음악 제작            | 반다이 남코 뮤직 라이브                                                               |
| 제작 협력            | ADK 마케팅 솔루션                                                                     |
| 협력                 | BANDAI SPIRITS 호비 디비전                                                            |
| 이그젝티브 프로듀서  | 오가타 나오히로, 타무라 레츠 마루야마 히로오                                          |
| 프로듀서             | 오카모토 타쿠야, 마에다 토시히로                                                      |
| 제작(製作)           | 반다이 남코 필름웍스, 소츠, MBS                                                       |

《수성의 마녀》는 2021년 9월 15일 반다이 남코 필름웍스의 선라이즈 부서가 개최한 '제2회 건담 컨퍼런스'에서 반다이 남코 홀딩스의 "건담 프로젝트" 중 하나로서 공개됐다. 《철혈의 오펀스》 이후 7년 만에 제작된 본편 애니메이션이며, 반다이 남코 그룹이 전세계의 젊은 사람들을 끌어모으기 위해 'G-파트너'라 칭하는 외부 제작사들과 협력제작한다고 발표했다. 2022년 3월 29일에 여자 주인공 및 메카를 담은 PV 영상을 공개했으며, 2022년 7월 14일에 본편 이전 이야기를 다룬 프롤로그가 방송됐다.
대한민국에서는 한국어 더빙판 최속방송으로 투니버스에서 11월 27일부터 매주 일요일 밤 10시, 이후 재능TV, 챔프TV, 애니박스, 애니플러스, 애니맥스, KBS Kids에서도 각 방송사 일정으로 방송중이다. 자막판 TV 방영은 WeeTV에서 한다.

### 기획
본작으로 이어지는 건담의 신작 시리즈의 프로젝트는 2018년경에 시동해, 2020년 초에 반다이 남코 필름웍스의 오카모토 타쿠야가 프로듀서에 취임한 시점부터 기획이 시작했다. 시동시에는 컴페티션이 실시되어, 크리에이터 팀 '모리온 항공'이 제출한 기획서가 기점이 되었다.
여성을 주인공으로 하는 방안은 2020년부터 부상해, 또 기획 당초부터 시리즈 50~60주년을 내다보고 차세대 소년 소녀를 향한 이야기로 하는 것이 결정되었다. 이들과 오리지널이면서도 건담 작품인 것을 잡으면서, 발상력이나 상상력, 사회를 포착하는 시선을 가진 인물로서, 감독에는 《철혈의 오펀스》 때부터 오카모토와 면식이 있는 코바야시 히로시가 기용 되었다. 시리즈 구성에는 《코드 기어스 시리즈》나 《프린세스 프린서플》등의 오리지날 작품으로 캐릭터나 세계관의 구축 경험이 있어, 여성 주인공의 건담이라고 하는 특수한 소재와 설정을 바꾸면서 질주감이 있는 각본을 쓸 수 있는 인물로서 오코우치 이치로에게 말을 걸었다. 이 밖에 작품에 있어서 좋은 자극을 주는 목적으로, 모리온 항공의 모그모와 HISADAKE가 각각 캐릭터 디자인 원안과 설정 협력으로서, JNTHED가 주역기의 메카닉 디자인으로서 시리즈에 최초 참가했다. 게다가 지금까지 건담에 접하지 않았던 젊은 세대가 저항 없이 작품에 들어오도록 하려는 배려로부터, 주제가 담당에 YOASOBI를 시작해, 파르코 등 방송 시점의 문화를 담당하는 그룹이나 단체와의 타이업도 행해진다.

### 스토리 설정
본작의 스토리 설정은 모리온 항공의 기획안을 베이스로, 오카모토, 코바야시, 오코우치, 설정 고증의 시라토 세이이치가 구체적인 내용을 채우는 방법으로 제작되었다. 기획안은 동인지색이 강했기 때문에 현재의 구성에 원형은 거의 없지만, 타이틀 워드나 캐치 카피는 그대로 활용되어 거기에 코바야시가 생각한 '저주'나 '주박'이라는 키워드가 요소로서 짜넣어졌다. 《수성의 마녀》라는 타이틀은 처음부터 제안된 것으로, HISADAKE는 먼 곳에서 소녀가 건담과 오는 이미지가 먼저 있어, 거기에서 기존의 이야기에서는 그다지 개척되지 않았던 수성과, 변경의 땅 에서 태어나 자란 소녀보다 연상하여 마녀가 상기되었다고 말한다. 또, 마녀는 이단적이고 선진적인 존재로, 뿔이 난 상징을 믿었다는 점에서 건담과의 궁합이 나쁘지 않다고 판단되어 타이틀안이 되었다.
각본서에서는, 타겟을 청년들보다 넓은 건담 초보자로 정해, 동시에 시리즈를 그다지 의식하지 않고 심플하게 재미있는 프로그램을 만든다고 하는 관점에서 제작이 진행되었다. 당초에 전체의 스토리는 종래의 시리즈를 답습한 하드 노선으로 집필되었지만, 제1화의 각본이 완성된 근처에서, 코바야시나 오카모토로부터 "이야기를 10대의 젊은이들이 보다 가깝게 느낄 수 있는 환경에서 시작하고 싶다"는 발안이 있어, 학원을 무대로 한 이야기가 새롭게 제작되기에 이르렀다. 오카모토는 이 계기의 하나로서, 제작 이전에 직장 견학을 온 중학생으로부터의 '건담이라고 하는 것만으로 진입장벽이 높고, 자신들을 향해 만들어진 작품은 아니다', '건담이라면 작품을 보지 않는다'라고 하는 의견을 듣고, 이야기의 메인이 되는 젊은 세대의 인간 모양과 어른들의 드라마를 동시에 그리는 2층 구조로 하는 것으로, 전 연령을 즐길 수 있도록 의식했다고 말했다. 오코우치는 코바야시네 사람들의 제안을 시작으로 스태프들로부터 MS를 결투에 사용하는 방안이나 기숙사 제도 등의 아이디어가 적극적으로 나가는 모습에서 재미있는 건담 작품이 탄생할 확신이 있었다고 하는 한편, 결투 제도라는 시리즈 첫 시도에 관해서는 시라토와 SF 고증의 타카시마 유야, 메카니컬 코디네이터의 세키니시 료지 등과 리얼리티를 중시하면서 전투 묘사를 협의했다고 말했다. 또, 시간대 및 내용의 무게나 사망 장면을 꺼리는 시청자가 있는 것을 고려해 보기 쉬움도 의식했지만, 그래도 건담인 이상, 이야기에는 전환점이나 불온한 이야기도 있다고 오카모토는 말했다.
캐릭터 설정은 코바야시의 이미지를 기점으로 스태프간의 교환으로 살을 붙이며 MS도 포함해 드라마가 흔들리지 않게 배려되었다. 텔레비전 시리즈로서는 첫 여성 주인공에 관해서는, 작위적인 것을 넣거나, 젠더를 배려해 그리지 않고, 어디까지나 하나의 캐릭터로서 이야기를 그리는 것이 의식되었다. 또, 본작은 미래를 무대로 하고 있기 때문에, 다양성이 당연해진 세계에 다양한 캐릭터가 나오는 것은 필연이라는 이유로부터 코바야시의 의향대로 다양한 캐릭터가 등장한다.
이 외, 이야기에서는 기업이 하나의 요소가 되어, 이때까지의 시리즈에서는 별로 볼 수 없었던 기업간 경쟁이 그려진다. 이것은 지금의 시대를 움직이고 있는 것이 반드시 국가가 아니라는 세계의 상황이나, 국가간의 전쟁이 실감하기 어려운 현상에 있어서, 어른들의 대립 관계를 실감할 수 있는 세계가 상정된 것에 따른 것이다. 그 때문에 오코우치는 본작을 학원인 것과 동시에 기업이라고 칭하고, 덧붙여 주인공의 주위가 평화로 보이는 것만으로, 전쟁이 근절된 세계는 아니라고 말했다.

## 주제가
축복(祝福)
YOASOBI의 시즌 1 오프닝 테마. 작사・작곡・편곡은 Ayase, 노래는 ikura.
그대여 고귀할지어다(君よ 気高くあれ)
시유이의 시즌 1 엔딩 테마. 작사・작곡・편곡은 supercell의 ryo.
slash
yama의 시즌 2 오프닝 테마. 작사는 바바 류우키, 편곡은 엔도 나오키, 작곡은 2명 공동.
Red:birthmark
아이나 디 엔드의 시즌 2 엔딩 테마. 작사・작곡・편곡은 TK.

## 방영 목록
| 시즌 | 시즌 | 회수 | 방송 날짜       | 방송 날짜      |
| 시즌 | 시즌 | 회수 | 시즌 시작       | 시즌 종료      |
| ---- | ---- | ---- | --------------- | -------------- |
|      | 1    | 12   | 2022년 10월 2일 | 2023년 1월 8일 |
|      | 2    | 12   | 2023년 4월 9일  | 2023년 7월 2일 |

본편이 방영되기 전 〈프롤로그〉 회차가 애니메이션 방영 4달 전인 2022년 7월 14일에 먼저 방영됐다. 본편 《기동전사 건담 수성의 마녀》는 2022년 10월 2일 MBS 텔레비전과 TBS 텔레비전을 포함한 재팬 뉴스 네트워크 산하 일본 전역에서 공식으로 방영됐다.

### 시즌 1 (2022–23)
| 번호 | 제목                                                                     | 연출                                                | 각본              | 그림 콘티                                     | 본 방송 날짜     |
| ---- | ------------------------------------------------------------------------ | --------------------------------------------------- | ----------------- | --------------------------------------------- | ---------------- |
| 0    | "프롤로그" "機動戦士ガンダム 水星の魔女「PROLOGUE」"                     | 사토 테루오                                         | 오코우치 이치로   | 코바야시 히로시                               | 2022년 7월 14일  |
| 1    | "마녀와 신부" "魔女と花嫁"                                               | 안도 료                                             | 오코우치 이치로   | 코바야시 히로시                               | 2022년 10월 2일  |
| 2    | "저주의 모빌슈트" "呪いのモビルスーツ"                                   | 미나미카와 타츠마                                   | 오코우치 이치로   | 쿄다 토모키                                   | 2022년 10월 9일  |
| 3    | "구엘의 프라이드" "グエルのプライド"                                     | 안도 료 이토 신노스케                               | 오코우치 이치로   | 안도 료                                       | 2022년 10월 16일 |
| 4    | "보이지 않는 지뢰" "みえない地雷"                                        | 이케노 쇼지                                         | 오코우치 이치로   | 니시자와 스스무                               | 2022년 10월 23일 |
| 5    | "얼음의 눈동자에 비치는 것은" "氷の瞳に映るのは"                         | 에가미 키요시                                       | 오코우치 이치로   | 코바야시 히로시 와타다 신야 에가미 키요시     | 2022년 10월 30일 |
| 6    | "음울한 노래" "鬱陶しい歌"                                               | 사이토 아키히로                                     | 오코우치 이치로   | 사이토 아키히로                               | 2022년 11월 6일  |
| 7    | "셸 위 건담?" "シャル・ウィ・ガンダム?"                                  | 요시자와 슌이치                                     | 요네야마 코       | 오쿠라 마사히코                               | 2022년 11월 20일 |
| 8    | "그들의 채택" "彼らの採択"                                               | 스즈키 요시오 스나자와 마사카즈 이케노 쇼지 안도 료 | 나카니시 야스히로 | 카나자와 히로미츠                             | 2022년 11월 27일 |
| 9    | "한 걸음 더, 너에게 다가갈 수 있었다면" "あと一歩、キミに踏み出せたなら" | 토바 아키라 와타다 신야                             | 나카니시 야스히로 | 코바야시 히로시 와타다 신야 니시자와 스스무   | 2022년 12월 4일  |
| 10   | "돌고 도는 마음" "巡る想い"                                              | 손성희 미츠나가 코타로 안도 료                      | 오코우치 이치로   | 쿄다 토모키                                   | 2022년 12월 11일 |
| 11   | "지구의 마녀" "地球の魔女"                                               | 쿠라토미 코헤이 와타다 신야                         | 오코우치 이치로   | 카나자와 히로미츠 와타다 신야 코바야시 히로시 | 2022년 12월 25일 |
| 12   | "도망치기보다는 전진하기를" "逃げ出すよりも進むことを"                   | 이토 신노스케 사이토 아키히로 토바 아키라 안도 료   | 오코우치 이치로   | 쿄다 토모키 안도 료 코바야시 히로시           | 2023년 1월 8일   |

### 시즌 2 (2023)
| 전체 번호 | 시즌 번호 | 제목                                           | 연출                                                                          | 각본                              | 그림 콘티 | 본 방송 날짜    |
| --------- | --------- | ---------------------------------------------- | ----------------------------------------------------------------------------- | --------------------------------- | --- | --------------- |
| 13        | 1         | "대지의 사자" "大地からの使者"                 | 하카타 마사토시 스즈키 모에 토바 아키라                                       | 나카니시 야스히로                 | 코바야시 히로시 안도 료 스즈키 칸타                                                                               | 2023년 4월 9일  |
| 14        | 2         | "그녀들의 바람" "彼女たちのネガイ"             | 이토 신노스케 쿠라토미 코헤이 시모토리 코스케                                 | 나카니시 야스히로                 | 코바야시 히로시 와타다 신야 스즈키 칸타                                                                           | 2023년 4월 16일 |
| 15        | 3         | "아버지와 아들" "父と子と"                     | 토바 아키라 사이토 아키히로 이토 신노스케                                     | 요네야마 코                       | 코바야시 히로시 오쿠라 마사히코                                                                                   | 2023년 4월 23일 |
| 16        | 4         | "살인의 굴레" "罪過の輪と"                     | 이케노 쇼지                                                                   | 오코우치 이치로                   | 쿄다 토모키 카나자와 히로미츠                                                                                     | 2023년 4월 30일 |
| 17        | 5         | "소중한 것" "大切なもの"                       | 츠지하시 아야카 요시자와 슌이치 신도 요헤이                                   | 오코우치 이치로                   | 사이토 테츠히토 안도 료 코바야시 히로시                                                                           | 2023년 5월 7일  |
| 18        | 6         | "텅 빈 우리들" "空っぽな私たち"                | 쿠라토미 코헤이 이베 유시 시모토리 코스케                                     | 오코우치 이치로 요네야마 코       | 쿄다 토모키 카나자와 히로미츠 코바야시 히로시                                                                     | 2023년 5월 21일 |
| 19        | 7         | "최선이 아닌 방식" "一番じゃないやり方"        | 토바 아키라 쿠도 슌                                                           | 오코우치 이치로 야스카와 쇼고     | 안도 료 코바야시 히로시                                                                                           | 2023년 5월 28일 |
| 20        | 8         | "소망의 끝" "望みの果て"                       | 이토 신노스케 사이토 아키히로 나카니시 모토키 쿠메 와키코 쿠라토미 코헤이     | 나카니시 야스히로                 | 쿄다 토모키 테라오카 이와오 코바야시 히로시                                                                       | 2023년 6월 4일  |
| 21        | 9         | "지금 할 수 있는 것을" "今、できることを"      | 이케노 쇼지 신도 요헤이                                                       | 오코우치 이치로 야스카와 쇼고     | 안도 나오야 사토 테루오 토베 아츠오 마츠오 코 사와 신페이                                                         | 2023년 6월 11일 |
| 22        | 10        | "짜이는 길" "紡がれる道"                       | 하라다 나나 스즈키 모에 에가미 키요시 하카타 마사토시 이케노 쇼지             | 오코우치 이치로 요네야마 코       | 쿄다 토모키 니시자와 스스무                                                                                       | 2023년 6월 18일 |
| 23        | 11        | "양보할 수 없는 상냥함" "譲れない優しさ"       | 토바 아키라 쿠라토미 코헤이 시모토리 코스케 와타나베 슈 Terry                 | 오코우치 이치로 나카니시 야스히로 | 테라오카 이와오 카네코 요시유키 카나자와 히로미츠 요시자와 슌이치 마모리 타이스케 아사미야 키아 요네타니 요시토모 | 2023년 6월 25일 |
| 24        | 12        | "있는 힘껏 축복을 너에게" "目一杯の祝福を君に" | 안도 료 와타다 신야 이토 신노스케 이케노 쇼지 사이토 아키히로 나카니시 모토키 | 오코우치 이치로                   | 쿄다 토모키 이토 신노스케 코바야시 히로시                                                                         | 2023년 7월 2일  |

## 관련 미디어

### 소설
유리카고의 별(ゆりかごの星)
오코우치 이치로가 쓴 소설 작품. 오프닝 테마 〈축복〉을 제작하는데 있어서, 원작 소설로서 쓰여졌다. 2022년 10월 2일부터 공식 사이트에서 공개되고, 같은 해 11월 13일에는 이치노세 카나에 의한 낭독이 유튜브에서 공개되었다.
이야기는 본편 개시 전의 시간대를 무대로 하고 있으며, 건담 에어리얼의 시선으로 슬레타의 성장을 철저히 쓰인 이야기가 되었다.
소설 기동전사 건담 수성의 마녀(小説 機動戦士ガンダム 水星の魔女)
《월간 건담 에이스》에서 2023년 1월호(2022년 11월 26일 발매)에 연재가 시작되었다. 소설은 본편에서 SF고증을 담당한 타카시마 유야(高島雄哉)가 집필하고, 커버 일러스트를 하야시 아야, 삽화 일러스트를 타카기 슈에이가 각각 담당한다.
〈PROLOGUE〉 및 TV 애니메이션 본편의 내용을 바탕으로 한 소설화 작품이며, 애니메이션에서는 언급되지 않은 묘사도 포함된다. 단행본에는 오리지널 캐릭터도 등장하는 신작 에피소드가 수록된다.

### 만화
2023년 1월, 카도카와 쇼텐의 잡지 〈건담 에이스〉에서 2023년 2분기부터 외전 만화가 연재될 것이라 발표했다. 요네야마 코가 집필하고 토조 치카가 그리며, 만화 오리지널 캐릭터 디자인은 모그모가 맡았다. 《수성의 마녀》 프롤로그의 바나디스 사변으로부터 몇 년 후의 이야기를 다루며 주인공은 마녀 빌다 미렌이다.

### Web 라디오
슬레타 머큐리 역의 이치노세 카나와 미오리네 렘블랑 역의 Lynn에 의한 Web 라디오 《기동전사 건담 수성의 마녀 ~아스티카시아 고등 전문 학원 라디오 위원회~》가, 2022년 10월 9일부터 온센에서 매주 일요일에 스트리밍 된다.
파생 프로그램으로서 2022년 12월 18일에는 구엘 제타크 역의 아자카미 요헤이와 라우더 닐 역의 오오츠카 타케오에 의한 《기동전사 건담 수성의 마녀 ~아스티카시아 고등 전문 학원 제타크 기숙사 라디오~》가 특별 생방송되고, 2023년 2월 26일에는 마틴 업몬트 역의 에노키 준야와 누노 칼건 역의 하타나카 타스쿠에 의한 《기동전사 건담 수성의 마녀 ~아스티카시아 고등 전문 학원 지구 기숙사 라디오~》가 스트리밍되었다.

### 내용주
1. ↑  기획 시점의 회사명은 '주식회사 선라이즈'였으나, 2022년 4월 1일에 현 사명으로 변경했다.[6]
2. ↑  오카모토는 문턱의 높이에 관해서, 《철혈의 오펀스》 이전 시리즈에서 젊은 팬의 획득을 목표로 다양한 어프로치가 시도되었지만, 《기동전사 건담 SEED》의 첫 방송으로부터 20년이 경과하고 있기도 해, 경과한 연수가 젊은 시청자에게 있어서 들어가기 어렵게 되었다고 추측하고 있다.[7]
3. ↑  텔레비전 애니메이션은 MBS과 TBS에서 2022년 10월 2일 JST 오후 5시에 방영시작했다.[4]
4. ↑  시즌 2는 MBS와 TBS를 통해 2022년 4월 9일 오후 5:00 JST에 방영됐다.

### 참조주
1. 1 2  “STAFF&CAST”. 《기동전사 건담 수성의 마녀 공식 사이트》. 반다이 남코 필름웍스. 2022년 10월 8일에 확인함.
2. ↑  Hodgkins, Crystalyn (2021년 9월 15일). “Sunrise Reveals Gundam: The Witch From Mercury, 1st New Gundam TV Anime in 7 Years”. Anime News Network. 2021년 9월 15일에 확인함.
3. ↑  “「第2回ガンダムカンファレンス」開催 ガンダムを通じて社会問題を考えるサステナブルプロジェクト「GUDA」よりガンダムエデュケーショナルプログラム始動” (보도 자료). Bandai Namco Entertainment. 2021년 9월 15일. 2022년 6월 17일에 확인함.
4. 1 2  Mateo, Alex (2022년 1월 28일). “Mobile Suit Gundam: The Witch From Mercury Anime Premieres in October”. Anime News Network. 2022년 1월 28일에 확인함.
5. ↑  Pineda, Rafael Antonio (2022년 3월 29일). “Gundam: The Witch From Mercury Anime Reveals Franchise's 1st 'Female Hero' in Main Series”. Anime News Network. 2022년 3월 29일에 확인함.
6. ↑  “2022年4月より新たな体制で世界中のファンとつながるバンダイナムコフィルムワークス、バンダイナムコミュージックライブ始動” (PDF). 주식회사 선라이즈. 2022년 2월 8일. 2022년 11월 27일에 확인함.
7. 1 2 3 4  “機動戦士ガンダム 水星の魔女：女性主人公 学園を舞台にした理由 “新しいガンダム”の挑戦”. 《MANTANWEB》 (MANTAN). 2022년 10월 9일. 2022년 10월 9일에 확인함.
8. 1 2  岡本拓也 (2022년 10월 9일). 《「ガンダムは僕らに向けたものじゃない」10代のリアルな言葉に衝撃を受けて──『機動戦士ガンダム 水星の魔女』岡本拓也プロデューサーインタビュー前編》. (인터뷰). カカクコム.  “アキバ総研”. 2022년 10월 9일에 원본 문서에서 보존된 문서. 2022년 10월 9일에 확인함.
9. 1 2 3  Newtype11 2022, 18쪽, プロデューサー 岡本拓也
10. ↑  Newtype11 2022, 20쪽, キャラクター原案 モグモ
11. 1 2 3 4 5  GA-3 2023, 10–13쪽, 『機動戦士ガンダム 水星の魔女』岡本拓也インタビュー
12. ↑  岡本拓也 (2022년 10월 9일). 《「手描きのロボットアニメ文化がついえてもいいのか」なぜガンダム・エアリアルは3DCGではないのか──『機動戦士ガンダム 水星の魔女』岡本拓也プロデューサーインタビュー後編》. (인터뷰). カカクコム.  “アキバ総研”. 2023년 12월 25일에 원본 문서에서 보존된 문서. 2022년 10월 9일에 확인함.
13. 1 2 3  GA-3 2023, 20–22쪽, 『機動戦士ガンダム 水星の魔女』スタッフインタビュー Vol.3 シリーズ構成・脚本 大河内一楼
14. 1 2  GA-3 2023, 23–26쪽, 『機動戦士ガンダム 水星の魔女』スタッフインタビュー Vol.4 キャラクターデザイン原案 モグモ
15. ↑  HJ-12 2022, 44–45쪽, シリーズ構成 大河内一桜インタビュー
16. 1 2  Newtype11 2022, 19쪽, シリーズ構成・脚本 大河内一楼
17. ↑  “MUSIC”. 《기동전사 건담 수성의 마녀 공식 사이트》. 반다이 남코 필름웍스. 2022년 9월 25일에 확인함.
18. ↑  “エンディングテーマ シユイ「君よ　気高くあれ」に決定！”. 《기동전사 건담 수성의 마녀 공식 사이트》. 반다이 남코 필름웍스. 2022년 10월 9일에 확인함.
19. ↑  “『機動戦士ガンダム 水星の魔女』Season2 OPテーマはyama「slash」に決定！新規カット＆新規ボイスの予告PV公開！”. 《GUNDAM.INFO》. 반다이 남코 필름웍스. 2023년 3월 10일. 2023년 3월 10일에 확인함.
20. ↑  “『機動戦士ガンダム 水星の魔女』Season2 EDテーマはアイナ・ジ・エンド「Red:birthmark」に決定！コメントも到着！”. 《GUNDAM.INFO》. 반다이 남코 필름웍스. 2023년 4월 9일. 2023년 4월 9일에 확인함.
21. ↑  “『機動戦士ガンダム 水星の魔女』YOASOBIの主題歌のために書き下ろした小説“ゆりかごの星”が公式サイトにて公開。『祝福』のMVは本日 (10/2) 20時にプレミア公開”. 《패미통.com》 (KADOKAWA Game Linkage). 2022년 10월 2일. 2022년 10월 2일에 확인함.
22. ↑  “『ガンダム 水星の魔女』OP曲『祝福』の原作小説『ゆりかごの星』をスレッタ役・市ノ瀬加那が朗読”. 《전격 온라인》 (KADOKAWA Game Linkage). 2022년 11월 13일. 2022년 11월 13일에 확인함.
23. ↑  “機動戦士ガンダム 水星の魔女：「ガンダムエース」で小説版連載スタート 大河内一楼インタビューも”. 《MANTANWEB》 (MANTAN). 2022년 11월 26일. 2022년 11월 26일에 확인함.
24. ↑  “機動戦士ガンダム 水星の魔女：「ガンダムエース」で明かされるノベライズの裏側　ミオリネの旧花婿のキャラデザも”. 《MANTANWEB》 (MANTAN). 2023년 2월 25일. 2023년 2월 25일에 확인함.
25. ↑  Cayanan, Joanna (2023년 1월 30일). “Mobile Suit Gundam: The Witch From Mercury Side Story Manga Launches in Spring”. 《Anime News Network》. 2023년 1월 30일에 확인함.
26. ↑  “機動戦士ガンダム 水星の魔女〜アスティカシア高等専門学園 ラジオ委員会〜”. 《온센》. Tablier Communications inc. 2022년 10월 3일에 확인함.
27. ↑  “本日17時からガンチャン他でライブ配信！魔女ラジ特別回「ジェターク寮ラジオ」パーソナリティは阿座上洋平＆大塚剛央！”. 《GUNDAM.INFO》. 반다이 남코 필름웍스. 2022년 12월 18일. 2022년 12월 25일에 확인함.
28. ↑  “WEBラジオ番組「魔女ラジ」2月26日放送回は榎木淳弥＆畠中 祐による「地球寮ラジオ」を特別配信！”. 《GUNDAM.INFO》. 반다이 남코 필름웍스. 2023년 2월 24일. 2023년 2월 26일에 확인함.